# 追擊赤色十月 (電影)
是一部在1990年上映的美國動作片，由約翰·麥提南執導，史恩·康納萊、亞歷·鮑德溫、史考特·葛倫等人主演。
電影內容改編自湯姆·克蘭西的同名小說，描述一名蘇聯颱風級核潛艇的艦長（史恩·康納萊飾），駕駛著潛水艇嘗試叛逃美國，卻遭到蘇聯海軍追捕，但最後因得到美國軍方協助而成功到達美國的故事。

## 劇情
1984年11月，蘇聯海軍最新型的颱風級核潛艇「紅色十月號」前往北大西洋參加潛艇作戰演習。但令人匪夷所思的是，艦長馬克·雷明斯上校卻讓「紅色十月號」往美國東岸前進，準備秘密地向美國投誠，他向潛艇上的全體官兵聲稱，此舉是要利用「紅色十月號」先進的無聲噴水推進系統打破美國海軍的監視網。不過，雷明斯的舉動對蘇聯造成的影響可謂茲事體大，假若雷明斯成功的話，對蘇聯來說，在外交及軍事層面上，將無疑是雙重打擊。因此為了避免衝擊，蘇聯決定寧可毀掉「紅色十月號」，也不能讓雷明斯叛逃。
而在美國方面，國防部的官員們為這艘動向不明的潛艇而大傷腦筋，擔心這可能是蘇聯欲進攻美國的行動，然而中情局分析師傑克·萊恩博士在分析過情勢與雷明斯的背景後，卻表示這很可能是一次軍事投誠行動。萊恩的判斷得到了上司的肯定，並給他三天時間，設法與「紅色十月號」取得聯繫。
其實雷明斯在出發前寄了一封信，向上級告知自己將投誠美國一事。蘇聯海軍最高司令部收到了雷明斯叛逃的消息後，大為震怒，遂出動在北大西洋的所有艦隊，佈下天羅地網追殺「紅色十月號」。而美國政府收到了蘇聯關於「紅色十月號」企圖擅自向美國發射導彈、挑起世界大戰的警告，也對雷明斯的行為感到擔憂，為保證安全，美國政府派出潛艇「達拉斯號」前去尋找並準備擊沉這艘巨大的潛艇。就這樣，美蘇兩方在冰冷的北大西洋展開了一場全方面的追逐戰。
萊恩冒著被冰冷海水凍死的危險，登上「達拉斯號」，識破了蘇聯借刀殺人的計劃，並與「紅色十月號」取得了聯繫。不久，萊恩和「達拉斯號」的艦長、聲納技師一同登上了「紅色十月號」，協助雷明斯擊退了前來追殺「紅色十月號」的蘇聯潛艇。最後，「紅色十月號」在一個平靜的月夜駛入了美國的河灣。

## 演員
- 史恩·康納萊 飾 馬克·雷明斯（Marko Ramius）上校，蘇軍「紅色十月號」艦長
- 亞歷·鮑德溫 飾 傑克·萊恩（Jack Ryan）博士，美國中央情報局分析師
- 史考特·葛倫 飾 巴特·曼庫索（Bart Mancuso）中校，美軍「達拉斯號」艦長
- 森·尼爾 飾 瓦西里·波羅汀（Captain 2nd Class Vasily Borodin）中校，蘇軍「紅色十月號」副艦長
- 占士·艾·鍾斯 飾詹姆斯·葛萊（James Greer）中將，美國中央情報局副局長
- Joss Ackland 飾 安德烈·李森科（Andrei Lysenko），蘇聯駐美國大使
- Richard Jordan 飾 傑弗瑞·佩特博士（Dr. Jeffrey Pelt），美國國家安全顧問
- Peter Firth 飾 伊凡·普丁（Senior Lieutenant Ivan Putin）上尉，蘇軍「紅色十月號」政治委員
- 添·吉利 飾 Senior Lt./Dr. Yevgeniy Petrov，蘇軍「紅色十月號」總醫官
- Ronald Guttman 飾 Senior Lieutenant Melekhin，蘇軍「紅色十月號」輪機長
- Michael Welden 飾 Captain-Lieutenant Grigoriy Kamarov，蘇軍「紅色十月號」領航員
- Boris Lee Krutonog 飾 Senior Lieutenant Victor Slavin，蘇軍「紅色十月號」舵工長
- Courtney Vance 飾 Sonar Technician 2nd Class Ronald "Jonesey" Jones，美軍「達拉斯號」聲納技師
- 史戴倫·史卡斯格 飾 Captain 2nd rank Viktor Tupolev，蘇軍「V.K. Konovalov」艦長
- 謝菲·鍾斯 飾 Skip Tyler，美國海軍學院教師／顧問
- Timothy Carhart 飾 Lt. Bill Steiner，美軍深潛救生艇軍官
- Anthony Peck 飾 "Tommy" Thompson少校，美軍「達拉斯號」副艦長
- Larry Ferguson 飾 Watson，美軍「達拉斯號」潛艦水手長
- 弗雷德·汤普森 飾 Joshua Painter少將，美軍企業號航空母艦所屬艦隊之司令官
- Daniel Davis 飾 Charlie Davenport上校，美軍企業號航空母艦艦長
- Sven-Ole Thorsen 飾 蘇軍「紅色十月號」水手長
- Gates McFadden 飾 Caroline Ryan醫生
- Tomas Arana 飾 Cook's Assistant Igor Loginov，蘇軍「紅色十月號」炊事兵，亦是總參謀部情報總局潛伏情報員
- Ned Vaughn 飾 Seaman Beaumont，美軍「達拉斯號」船員
- Peter Zinner 飾 Yuri Ilyich Padorin上將，蘇聯海軍政治委員
- Ray Reinhardt 飾 Arthur Moore，美國中央情報局局長
- Louise Borras 飾 Sally Ryan
- Peter Jason 飾 美軍Reuben James艦長（未掛名）
- Mark Rodney 飾 美軍參謀長聯席會議次長（未掛名）

## 製作花絮
- 史恩·康納萊曾因對劇情產生誤解而一度拒絕演出。
- 凱文·科斯納曾是飾演傑克·萊恩的人選。
- 飾演「達拉斯號」艦長的史考特·葛倫在開拍前擔任一艘潛艇的「實習指揮官」，向潛艇上的官兵實際下達命令。

## 發行
本片由派拉蒙電影公司發行，上映日期為1990年3月2日。

## 反響

### 專業評價
爛番茄網站上對這部電影的好評度為86%，在66條專業評論中，57條專業評論贊同，9條專業評論反對，平均分為7.8/10 ，觀眾的評價則是89%，獲得全方面的讚譽。

### 票房
電影上映後的第一個週末有1千7百萬美元的票房。最後在北美的票房有1億2千2百萬美元，全球的票房有2億美元。

## 參註
1. 1 2 3  . Box Office Mojo.   [2007-12-03]. （原始内容存档于2018-06-12）.

## 外部連結
- 互联网电影数据库（IMDb）上《追擊赤色十月》的资料（英文）
- TCM电影资料库上《追擊赤色十月》的资料（英文）
- AllMovie上《追擊赤色十月》的资料（英文）
- 爛番茄上《追擊赤色十月》的資料（英文）
- Box Office Mojo上《追擊赤色十月》的資料（英文）